# Макферсон, Артур Давыдович
Артур Давыдович Макферсон (англ. Arthur McPherson; 17 [29] мая 1870, Санкт-Петербург — ноябрь 1919 или январь 1920, Москва) — российский спортивный функционер и меценат, известный под прозвищем «Артур-железная рука».
Купец второй гильдии, член Совета, маклер и член Котировочной комиссии Санкт-Петербургской фондовой биржи, директор Санкт-Петербургского коммерческого общества, директор Компании Онежского лесного торга, шотландского происхождения.

## Биография
Родился в семье Давида Марковича, сына основателя Балтийского завода, Марка Макферсона.
В конце XIX — начале XX века принимал активное участие в спортивной жизни Санкт-Петербурга. Являлся членом нескольких британских и русских спортивных клубов:
- Крестовского лаун-теннис клуба (КЛТК) (председатель-владелец в 1896—1918).
- гребного общества «Стрела» (1906—1914), председатель.
- Всероссийского союза лаун-теннис клубов (ВСЛТК) (председатель в 1908—1917).

Организатор теннисных соревнований: первого чемпионата Санкт-Петербурга в 1903 году и Всероссийских лаун-теннисных состязаний в 1907 году; один из основателей Санкт-Петербургской лаун-теннисной лиги (создана в 1913 году).
Один из основателей футбольного движения в Петербурге. Председатель комитета Санкт-Петербургской футбольной лиги (1903—1905, 1912—1913, 1918). Первый председатель Правления Всероссийского футбольного союза (1912—1914).
В 1908 году избран президентом Всероссийского союза гребных обществ. На посту пробыл до 1917 года.
В 1911 году стал членом Российского Олимпийского комитета, участвовал в подготовке российских спортсменов к Олимпиаде 1912 года.
Занимался изданием теннисных журналов: «Ежегодник ВСЛТК» и «Лаун-теннис».
Арестован большевиками в 1918 году, освобождён через несколько месяцев. После повторного ареста умер от сыпного тифа в тюремной больнице в январе 1920 года. Похоронен в Москве на Введенском кладбище (могила утрачена). В 2004 году рядом с могилой родителей на Смоленском лютеранском кладбище Санкт-Петербурга установлен памятник-кенотаф.
| - Кенотаф на семейном захоронении Макферсонов, Смоленское лютеранское кладбище - Анна Элизавет и Давид Маркович, родители - Марк Львович, дед - Джулия Элизабет, бабка |

## Награды
- Кавалер ордена Святого Станислава 3-й степени (1914). Награждён «За труды по развитию спорта в России». Единственный деятель дореволюционного спорта в России, удостоенный императорской награды за спортивную деятельность[4].
- Лауреат Зала российской теннисной славы в номинации «Пионер отечественного тенниса». Включён в зал по итогам голосования 2003 года (28 голосов из 50 проголосовали  За)[5].